# CB&Q 9903
A CB&Q 9903 egy B-2 tengelyelrendezésű áramvonalas dízelmozdony-sorozat volt, melyet az amerikai General Motors Electro-Motive Division gyártott. A 447 kW  teljesítményű motorvonatból összesen egy db-ot gyártottak 1935-ben.